# Yakisoba
Yakisoba (焼きそば), literalment «fideu fregit», és un plat japonès de pasta fregida. Són originaris de la Xina (allí es coneix amb el nom chow mein), però avui dia estan integrats plenament en la cuina japonesa, tal com passa amb el ramen. Encara que el terme soba forma part de la paraula yakisoba, aquests fideus no s'elaboren amb farina de fajol, sinó que són molt similars als ramen, que es fan amb farina de blat.

## Servir
El yakisoba se serveix molt familiarment com un plat d'acompanyament a uns altres o com un plat principal. Una altra manera popular de preparar el yakisoba del servei al Japó és apilar els fideus en un congret i llescar-ho pel centre a l'estil d'un frankfurt, i ho adornen amb maionesa i trossos de gingebre en vinagre. Es denomina «pa yakisoba», està comunament disponible en els locals matsuri (festivals) o conbini (badulaque).
Se li dona sabor amb una salsa denominada salsa yakisoba (similar a la salsa okonomiyaki), aonori i beni shōga.

## Preparació
Cuinar-ho és molt simple: n'hi ha prou d'escalfar una cassola en la qual es fregeix amb una mica d'oli vegetal i s'afegeix carn de vedella, pollastre o porc, juntament amb altres afegits com ara col, cebes o pastanaga. S'agreguen els fideus cuits al vapor, i s'aboca dins una mica d'aigua per a desembolicar els fideus, i es cuina fins que se'n va l'aigua. Llavors s'afegeix la salsa i se serveix. A vegades, s'utilitza el fideu japonès udon com a substitut del fideu xinès soba i es denomina en aquest cas a l'estil del yaki udon. Aquesta variació va ser iniciada en les prefectures de Kitakyushu i Fukuoka. L'instant yakisoba, com ara “UFO”, es ven comunament en els supermercats japonesos i en alguns de xinesos. Es pot preparar simplement afegint aigua bullent.

## Curiositats
El yakisoba se serveix diàriament al Camp Hansen dels Estats Units (Marine Corps) de base a Okinawa, al Japó, i ha arribat a ser un dels plats favorits entre els marines, i el yakisoba és servit en el menú de gairebé totes les bases de la marines de tot el món.